# La Cardeuse de matelas
La Cardeuse de matelas er en fransk stumfilm fra 1906 af Georges Méliès.